# دينيس لو
دينيس لو (بالإنجليزية: Denis Law) (24 فبراير 1940) في أبردين في اسكتلندا، لاعب كرة قدم أسكتلندي سابق.
لو هو أحد قادة جيل «الباسبي بابيز» وهداف الفريق في تلك الحقبة مع القائد «بوبي تشارلتون» والتي حقق من خلالها مانشستر يونايتد أول بطولة لدوري الأبطال بفضل الثلاثي الذهبي «لو تشارلتون وبيست» والذي شيد لهم تمثال ضخم على بوابة الأولد ترافورد. دينيس لعب مع الشياطين الحمر خلال 11 عامًا 309 مباراة استطاع فيها تسجيل 103 هدفًا.
لعب مع نادي مانشستر يونايتد الإنجليزي.
لعب مع منتخب اسكتلندا لكرة القدم بين عامي 1958 و1974، وشارك معهم في 55 مباراة وسجل 30 هدف.

## روابط خارجية
- دينيس لو على موقع IMDb (الإنجليزية)
- دينيس لو على موقع الموسوعة البريطانية (الإنجليزية)
- دينيس لو على موقع إن إن دي بي (الإنجليزية)
- دينيس لو على موقع ديسكوغز (الإنجليزية)
- دينيس لو على موقع كينوبويسك (الروسية)
- دينيس لو على موقع الاتحاد الدولي (مؤرشف)  (الإنجليزية)
- دينيس لو على موقع الاتحاد الأوربي (الإنجليزية)
- دينيس لو على موقع الاتحاد الإسكتلندي (الإنجليزية)
- دينيس لو على موقع قاعدة بيانات كرة القدم.إي يو (الإنجليزية)
- دينيس لو على موقع ناشيونال فوتبول تيمز (الإنجليزية)
- دينيس لو قاعة قاعة إسكتلندا للمشاهير الرياضية (الإنجليزية)